# Trefusia obtusicaudata
Trefusia obtusicaudata is een rondwormensoort uit de familie van de Trefusiidae.